# Ainsley Maitland-Niles
Ainsley Cory Maitland-Niles (* 29. August 1997 in London) ist ein englischer Fußballspieler. Er steht bei Olympique Lyon unter Vertrag.

## Karriere

### Verein
Maitland-Niles begann seine Karriere beim FC Arsenal. Im Alter von 17 Jahren und 102 Tagen wurde er Arsenals zweitjüngster Champions-League-Spieler, als er im Dezember 2014 beim Auswärtssieg gegen Galatasaray Istanbul in der Halbzeit eingewechselt wurde. Noch in derselben Woche debütierte er in der Premier League gegen Newcastle United. Im Sommer 2015 wurde er an den Zweitligisten Ipswich Town verliehen. Am 29. Dezember 2018 markierte er bei der 5:1-Auswärtsniederlage gegen den FC Liverpool seinen ersten Treffer für den FC Arsenal.
Anfang Februar 2021 wechselte Maitland-Niles bis zum Ende der Saison 2020/21 auf Leihbasis zum Ligakonkurrenten West Bromwich Albion. Im Januar 2022 erfolgte eine weitere halbjährige Leihe, dieses Mal nach Italien zur AS Rom.
Im Herbst 2022 folgte erneut eine Leihe zum FC Southampton. Im August 2023 wechselte Maitland-Niles zu Olympique Lyon in die französische Ligue 1.

### Nationalmannschaft
Maitland-Niles debütierte im Januar 2014 im englischen U-17-Nationalteam. Im November 2014 spielte er erstmals für die nationale U-18-Auswahl. Ab September 2015 stand er im Kader des U-19-Teams. Am 8. September 2020 absolvierte er in den Schlussminuten des Spiels gegen Dänemark (0:0) sein erstes A-Länderspiel für England.